# Pic de Gerri
El Pic de Gerri és una muntanya de 2.859,8 metres d'altitud del terme municipal d'Alins, a la comarca del Pallars Sobirà, al límit dels àmbits dels pobles de Tor i Àreu.
És al nord de Tor i a llevant d'Àreu, al nord-oest del Pic de Palomer i a l'est-sud-est del Pic de Norís. En el seu vessant sud-est s'origina i discorre el Riu de Palomer. El seu contrafort nord-nord-est és el Serrat del Clot de l'Olla, i el sud-sud-oest, el Serrat de la Comella Verda. El Monteixo és a prop cap a ponent.
Aquest cim està inclòs al llistat dels 100 cims de la FEEC